# Marilyn Corson
Marilyn Corson (Perry Sound, Canadà, 6 de juny de 1950) és una nedadora canadenca retirada especialitzada en proves d'estil lliure, on va aconseguir ser medallista de bronze olímpica el 1968 en els 4x100 metres estil lliure.
Als Jocs Olímpics de Mèxic 1968 va guanyar la medalla de bronze en els 4x100 metres estil lliure, amb un temps de 4.07.2 segons, després dels Estats Units i Alemanya (plata), sent les seves companyes d'equip: Angela Coughlan, Elaine Tanner i Marion Lay.